# 1849年の相撲
1849年の相撲（1849ねんのすもう）は、1849年の相撲関係のできごとについて述べる。

## 興行
- 2月場所（江戸相撲）[1]
  - 興行場所:本所回向院
  - 3月25日（旧3月2日）より晴天10日間興行
- 上覧相撲[2]
  - 将軍徳川家慶上覧
  - 上覧場所:江戸城吹上
  - 上覧日:5月10日（旧4月18日）
- 5月場所（大坂相撲）[3]
  - 興行場所:天満砂原屋敷
- 6月場所（京都相撲）[3]
  - 興行場所:二条川東
  - 晴天10日間興行
- 11月場所（江戸相撲）[4]
  - 興行場所:本所回向院
  - 12月27日（旧11月13日）より晴天10日間興行